# 国際新赤坂ビル
国際新赤坂ビル（こくさいしんあかさかビル）は、かつて東京都港区赤坂に所在した国際自動車の2棟の超高層ビル。東館と西館で構成されるツインタワー。
経営再建のため、後に売却され2028年（令和10年）度までに三菱地所とTBSホールディングスが二つの高層ビルへの建て替える「赤坂二・六丁目地区開発計画」を進めている。

## 概要
国際自動車が、赤坂自動車練習場跡地と国際ハイヤー赤坂営業所があった約1万3000平方メートルの土地に建設したツインタワーのオフィスビルである。1973年（昭和48年）に三菱地所に設計を依願し、基本構想の検討を始め、79年には日本開発銀行が赤坂の街づくりの一環として、都市計画の観点から融資対象と認め、100億円の融資が決定し、80年9月30日に竣工した。
建設にあたっては、総合設計制度を利用し、公開空地をできるだけ広くとり緑を確保することによって道路斜線と隣地斜線の緩和があり、地域冷暖房など公共施設を取り込むことによって容積の緩和などを受け、これらによって道路をはさんだ東西二つの敷地に一体性を持たせることが可能となった。全敷地の70%近くになる公開空地には、樹齢200年以上のクスをはじめ、ヤマモモ、マキ、モチなどの高木類200余本とともに、ツツジ、サツキなどの8000本の低木類を植え、そのほかに噴水やサンクンガーデンを設け、それを取り囲むよう店舗街が配された。

### 売却
2004年（平成16年）9月15日、ビル投資などで約2000億円の有利子負債を抱えていた国際自動車は、主力取引銀行のUFJ銀行などUFJグループとまとめた経営再建計画に基づき、このビルと国際赤坂ビルをローンスターへ売却し、ビル賃貸事業から撤退した。ローンスターは取得後、自社で運用する不動産ファンドに組み入れていたが、11年3月に東館と西館、隣接地にあるホテルの3棟と空き地を含む土地について、三菱地所が出資する特別目的会社を通じて買収した。取得総額は900億円規模と見られている。

### 建て替え
2019年（平成31年）1月、三菱地所は赤坂通りを挟んで反対側に赤坂サカスを展開するTBSホールディングスとの間で、このビル（および隣接する一部のビル）の将来的な建て替えに向けた事業協定書を締結し、21年11月、2社は再開発計画が国家戦略特別区域計画に認定されたと発表した。計画は「赤坂二・六丁目地区」と呼ばれ、国際新赤坂ビルなどを建て替え、オフィスなどが入る地上41階建てとホテルや劇場、ホールを備えた地上19階建ての高層ビルを建設し、両棟を2028年度までに完成させる。また東京メトロと協力し赤坂駅を中心に街の回遊性を高め、地下2階から地上にかけて約4900平方メートルの広場も整備する。それに伴い、東館、西館ともに2022年（令和4年）7月から解体工事が着手されている。

## 東館
ロビーには加藤唐九郎の陶板『蒼茫』と北村西望のブロンズ像『密林之王者』が飾られ、トーメンの本社があった。
建て替えに伴い、テナントのマルエツプチ赤坂店は、2022年（令和4年）6月12日を以って閉店し、文教堂書店赤坂店も6月17日で閉店した。
屋上の赤と白の鉄塔は無線塔。一般財団法人移動無線センターのもので、無線を送受信していた。地下には東京ガスの赤坂地域冷暖房センターがある。

## 西館
ロビーには加藤の陶板『渦雲』があり、富士ゼロックス（現:富士フイルムビジネスイノベーション）、日本ユニシス（現:BIPROGY）、オーストラリア航空などのオフィスがあった。
テナントとしてトヨタレンタカーや歯科医院等も入居していた。